# Drama (Grecia)
Drama  (in greco Δράμα?) è un comune della Grecia situato nella periferia della Macedonia Orientale e Tracia (unità periferica di Drama) con 55.679 abitanti secondo i dati del censimento 2021.
A seguito dell'accorpamento dei comuni di Drama e Sidīronero per via della riforma amministrativa detta piano Kallikratis, in vigore dal gennaio 2011, la superficie del comune è ora di 840 km² e la popolazione è passata da 55632 a 57367 abitanti.

## Storia
L'attuale città di Drama si sviluppò in epoca bizantina sul luogo di una preesistente città dell'epoca classica. Non si conosce il nome della città originaria, né si è in grado di definire esattamente i tempi e i modi in cui la città medievale si sostituì a essa. A partire dal XII secolo la città di Drama comincia a essere citata con una certa frequenza nelle fonti storiche. Il viaggiatore andaluso Beniamino di Tudela che la visitò in quell'epoca riferisce di avervi trovato un'importante comunità ebraica.
Lo storico bizantino Niceforo Gregora racconta che la prima moglie dell'imperatore Andronico II Paleologo (1282-1328), Irene, recatasi da Salonicco a Drama per visitarvi alcune terre di sua proprietà si ammalò e morì in quella città. Più tardi il suo corpo venne trasportato a Costantinopoli, ove fu inumato nel Convento del Pantokrator. Durante le lotte interne che caratterizzarono il regno dell'imperatore Giovanni VI Cantacuzeno (1341-1355) il re di Serbia Stefano Uroš IV Dušan si impadronì della città e della zona circostante, spingendo il dominio serbo nella regione fino alla città di Filippi e al golfo di Christoupolis (oggi Kavala).
Più tardi la città cadde sotto la dominazione ottomana. Non si conosce la data esatta della conquista ottomana della città, ma essa deve essere posta dopo la battaglia dell'Evros (1371).